# Uhland-Fasanen-Passage
Die Uhland-Fasanen-Passage (auch: Fasanenpassage) ist ein Durchgang für Fußgänger im Berliner Ortsteil Charlottenburg.
Sie verbindet über einen Innenhof die westlich gelegene Uhlandstraße (Zugang im Haus Nr. 170) mit der östlich gelegenen Fasanenstraße (Zugang in den Häusern Nr. 28, 29 und 31). Durch ein Tor von der südlich gelegenen Lietzenburger Straße (im Haus Nr. 68–70) ist zudem ein Zugang zum Innenhof möglich.
Im Innenhof befinden sich Zugänge zu den Wohnhäusern, eine Grünanlage mit Teich, Skulpturen sowie eine Spielfläche. Die Fahrradstellplätze und der Müllplatz gehören zu den umschließenden Wohn- und Geschäftshäusern. Im Erdgeschoss des Gartenhauses befindet sich ein Restaurant.